# 1994 en Saskatchewan
Chronologie de la Saskatchewan
- 1990
- 1991
- 1992
- 1993
- 1994
- 1995
- 1996
- 1997
- 1998

Cette page concerne des événements d'actualité qui se sont produits durant l'année 1994 dans la province canadienne de la Saskatchewan.

## Politique
- Premier ministre : Roy Romanow
- Chef de l'Opposition :
- Lieutenant-gouverneur : Sylvia Fedoruk puis John N. Wiebe
- Législature :

## Naissances
- 19 février : Jean-Carl Boucher est un acteur et réalisateur québécois né à Regina. Il est surtout connu pour son rôle de Diego Molina dans l'émission Tactik diffusée sur Télé-Québec. Il a aussi joué dans Un été sans point ni coup sûr et 1981.